# Рост, Сергей Анатольевич
Серге́й Анато́льевич Рост (фамилия при рождении — Титивин; род. 3 марта 1965, Ленинград, РСФСР, СССР) — российский актёр театра, кино, телевидения и дубляжа, сценарист, теле- и радиоведущий, театральный режиссёр.

## Биография
Родился 3 марта 1965 года в Ленинграде в семье инженеров Раисы Ивановны (в девичестве Нетковой) и Анатолия Фёдоровича Титивиных. Мать родом с Украины, часть родственников живёт в Мелитополе. Имеет болгарские корни. Назван в честь Сергея Есенина. Окончил Ленинградский театральный институт по специальности театральный режиссёр. Служил в армии, занимался спортом.
В 1990-е годы работал ведущим на Magic Radio, затем вместе с Дмитрием Нагиевым — на радио «Модерн».
Большую популярность принёс ему юмористический сериал «Осторожно, модерн!», в котором он не только исполнял и мужские, и женские роли, но и в содружестве с Анной Пармас написал более 300 сценариев. В январе 2004 года «Осторожно, модерн! 2» был закрыт после вспыхнувших разногласий с актёром проекта Дмитрием Нагиевым, который предлагал Росту оставаться только сценаристом, а роли в сериале, по мнению Нагиева, должны были исполнять приглашённые «звёзды» кино и шоу-бизнеса. Рост не согласился с предложением партнёра. Согласно другой версии, причиной разногласий стали финансовые противоречия: Рост попросил увеличить ему гонорар, а Нагиев на это не пошёл.
В 2005 году переехал в Москву, где работал ведущим и конферансье на телевидении. Некоторое время находился в штате «Первого канала» в дирекции художественных, развлекательных и просветительских программ под руководством Сергея Кальварского в качестве ведущего, артиста и сценариста (в двух последних ипостасях работал над проектом «Большая премьера»).
В 2014 году выступал рекламным лицом казанского кредитного потребительского кооператива «РОСТ».
В 2018 году стал рекламным лицом петербургского бутика цветов «Newflora», обыгрывая гигантские розы слоганом «Натуральные розы в полный Рост».
Являлся одним из владельцев казанского стриптиз-клуба «Барсук».

## Личная жизнь
- Бывшая жена — Ольга, журналистка.
  - Дочь — Анфиса (род. 13 марта 2011[17]).

## Фильмография

### Актёрские работы
| Год       |   | Название                          | Роль                                                                                              |
| --------- | - | --------------------------------- | ------------------------------------------------------------------------------------------------- |
| 1995—2000 | с | Полный модерн!                    | разные роли                                                                                       |
| 1996—1998 | с | Осторожно, модерн!                | разные роли                                                                                       |
| 1997      | ф | Чистилище                         | Богдан Клёц, наводчик-оператор единственного уцелевшего танка Т-80                                |
| 1998—1999 | с | Улицы разбитых фонарей 2          | Витя Шершавый (серия «Аварийная защита»)                                                          |
| 2001—2004 | с | Осторожно, модерн! 2              | Нина Задова / Пётр Тракторенко / Тарас Пастушенко / Комбат Багратионов / управдом Аполлонов и др. |
| 2001      | с | Сыщики                            | официант (фильм № 10 «Дом, где исчезают мужья»)                                                   |
| 2002      | с | Камера! Мотор!                    | Валера, актёр                                                                                     |
| 2002      | с | Две судьбы                        | Эдик, фотограф                                                                                    |
| 2003      | с | Мангуст                           | осведомитель Сусликов                                                                             |
| 2002      | с | Приключения мага                  | посетитель салона (серия «Реинкарнация»)                                                          |
| 2005      | ф | Право на любовь                   | Михаил Бондарев                                                                                   |
| 2005      | ф | Королева бензоколонки 2           | DJ Катастрофа                                                                                     |
| 2005      | с | Две судьбы 2                      | Эдик, фотограф                                                                                    |
| 2005—2006 | с | Веселые картинки                  | Имя персонажа не указано                                                                          |
| 2006      | с | Трое сверху                       | Виктор Хоменко                                                                                    |
| 2007      | с | Когда её совсем не ждёшь          | Андрей                                                                                            |
| 2007      | ф | Не в последний раз                | Эдуард                                                                                            |
| 2007      | ф | Заповедник страха                 | Койот                                                                                             |
| 2008      | ф | Всё могут короли                  | Вадим Гудашкин, парикмахер                                                                        |
| 2009      | ф | Мой                               | Гарик                                                                                             |
| 2009      | ф | Ключи от счастья                  | Сергей Трость, продюсер                                                                           |
| 2009      | ф | Хозяйка тайги                     | Юрий, киношник из Петербурга (фильм № 4 «Дельта»)                                                 |
| 2010      | ф | Последняя минута                  | Георгий Александрович, кинорежиссёр (11-я серия «Кастинг»)                                        |
| 2010      | с | Тайны следствия 9                 | Станислав Валерьевич Алсуфьев (фильм № 6 «Попутчик»)                                              |
| 2011      | ф | Ключи от счастья. Продолжение     | Сергей Трость, продюсер                                                                           |
| 2011—2013 | с | Такси                             | Валерик, начальник                                                                                |
| 2011      | с | Литейный (5 сезон)                | Антон (7-я серия «Грехи юности»)                                                                  |
| 2011      | с | Детка                             | Барков                                                                                            |
| 2014      | ф | Универ. Новая общага              | главный редактор «жёлтой» газеты                                                                  |
| 2014      | ф | Поворот наоборот                  | помощник Николая Баскова                                                                          |
| 2014—2015 | с | Анжелика                          | Олег Викторович                                                                                   |
| 2015      | ф | SOS, Дед Мороз, или Всё сбудется! | Скрябин, чиновник                                                                                 |
| 2015      | ф | Лондонград                        | адвокат Борис Брикман                                                                             |
| 2015      | ф | Экспириенс                        | телеведущий                                                                                       |
| 2015      | ф | Счастье — это... (киноальманах)   | полицейский (новелла «Двое вместе»)                                                               |
| 2016      | с | Ищейка                            | Аркадий Чубаров (1-й сезон, 11-я серия)                                                           |
| 2017      | ф | Деньги                            | Самохвалов                                                                                        |
| 2017      | ф | Спасти Пушкина                    | издатель                                                                                          |
| 2017      | ф | Когда я брошу пить                | Пыжик                                                                                             |
| 2017      | ф | Только не они                     | бандит «Ваниль»                                                                                   |
| 2018      | ф | Первые                            | Фарварсон                                                                                         |
| 2018      | ф | Деффчонки 6                       | Василий Иванович, директор завода                                                                 |
| 2018      | ф | Моя звезда                        | тамада                                                                                            |
| 2019      | ф | Давай разведёмся!                 | Игорь Александрович Петров, хозяин земельного участка                                             |
| 2019      | ф | Ничей                             | Саныч, бригадир                                                                                   |
| 2021      | с | Вертинский                        | Владимир Евгеньевич Соломатин                                                                     |
| 2021      | ф | Проклятый чиновник                | Руслан Иванович Лыско, глава поселковой администрации                                             |
| 2021      | ф | Экипаж 314                        | Петрович                                                                                          |
| 2022      | с | Нереалити                         | Андрей Сергеевич, шеф Аллы и Полины                                                               |
| 2024      | ф | Кореша                            | снимался                                                                                          |
| 2024      | ф | Бар «МоскваЧики»                  | инспектор                                                                                         |
| 2025      | с | Дорогой родственник               | авторитет                                                                                         |
| 2025      | с | Великолепная пятёрка              | Валентин Пантюшкин (7-й сезон, 49-я серия)                                                        |

### Озвучивание
| Год  |   | Название   | Примечание             |
| ---- | - | ---------- | ---------------------- |
| 2001 | ф | Любовь зла | Хэл Ларсон (Джек Блэк) |

## Спектакли
- «Рыба на четверых»
- «Левша»
- «Шуты города N»
- «Шкаф»
- «Тринадцатая пуговица Наполеона»
- «Мои любимые и я»
- «Дублёры»
- «Вид на море со шкафа»
- «Все мужчины делают это…» (режиссёр[16], актёр[22])
- «Мужской стриптиз» (режиссёр[16])
- «Форс-мажор»[23]
- «Звёздный лайнер» (режиссёр, сценарист, актёр)[24]
- «Ну и фрукт ты!» (режиссёр, актёр)[25]
- «Заложи жену в ломбард» (режиссёр, актёр)[26]
- «Мечтатели»[27]
- «Осторожно, Рост!»[28]
- «Дорогая Памела, или Как пришить старушку»[29]
- «Женюсь по объявлению» (режиссёр, актёр)[30]
- «Москва — столица, „Зенит“ — чемпион»[31] (другое название — «Непристойное предложение, или Страсти по футболу»[32]) (режиссёр, сценарист, актёр)
- «Свидание на четверых»[33]
- «Ищу обманутого мужа»[34]

## Телепрограммы
- «Полный модерн» («Региональное телевидение», 1995, соведущий, актёр)
- «Осторожно, модерн!» («Шестой канал», СТС, 1996—1998, актёр, сценарист)
- «Однажды вечером» (СТС, ТНТ, 1997—2002, соведущий)
- «Полный модерн!» (РТР, 1999—2000, актёр[35], сценарист)
- «Клуб весёлых и находчивых» (ОРТ/«Первый канал», начало 2000-х, сценарист[36])
- «Осторожно, модерн! 2» (СТС, 2001—2004, актёр, сценарист)
- «Осторожно, модерн! 2004» (СТС, 2003, актёр, сценарист)
- «Поколение СТС» (СТС, 2003, ведущий[37])
- «Большая премьера» («Первый канал», 2005, актёр, сценарист[12])
- «Шестое чувство» (REN-TV, 2005, ведущий[38])
- «Очевидец» (REN-TV, 2005—2007, ведущий[39][40])
- «Веселые картинки» (Первый канал, 2005—2006, актёр)
- «Кабаре „Сто звёзд“» (НТВ, 2007, конферансье[41])
- «Слава Богу, ты пришёл!» (СТС, 2007—2008, актёр)
- «Свои люди» («Москва Доверие», 2013, ведущий)
- «Субботний вечер» («Россия-1», 2017—2018, актёр)
- «Петросян-шоу» («Россия-1», 2018, актёр)
- «Дом культуры и смеха» («Россия-1», 2020, актёр[42])

- Блеф-клуб - С. Рост, А. Шер, Г. Шенгелия

## Ведущий на радио
- «Кино, вино и домино» («Модерн»)
- 7 февраля-15 августа 2006 — «Поребрик-шоу» («Серебряный дождь»)[43]
- декабрь 2006 — «Русские Перцы» («Русское радио»)[44]
- 2007—2008 — «Маяк»

## Звания и награды
- «Лучший шоумен года» (2000)